# 足守藩

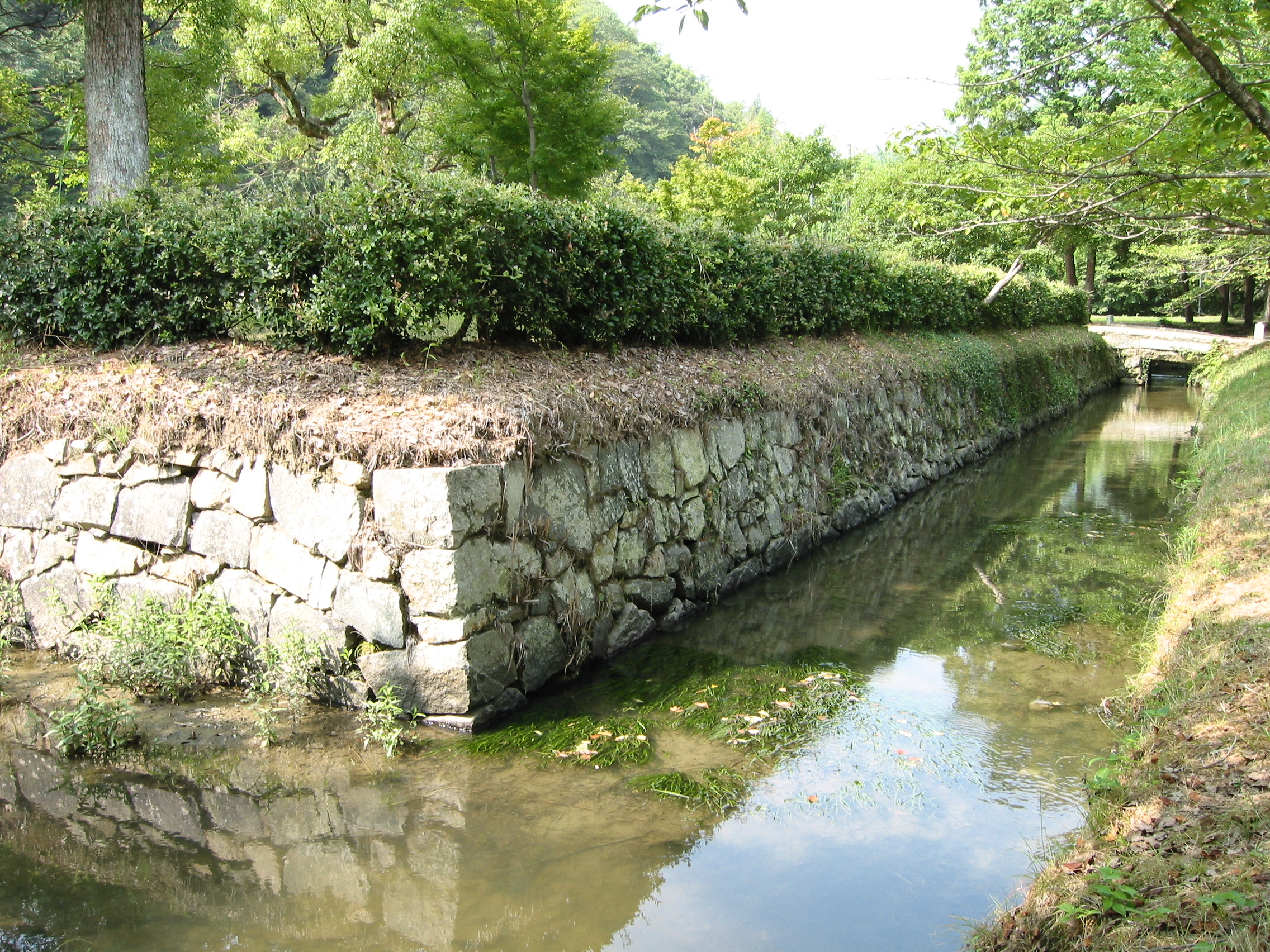
陣屋遺構

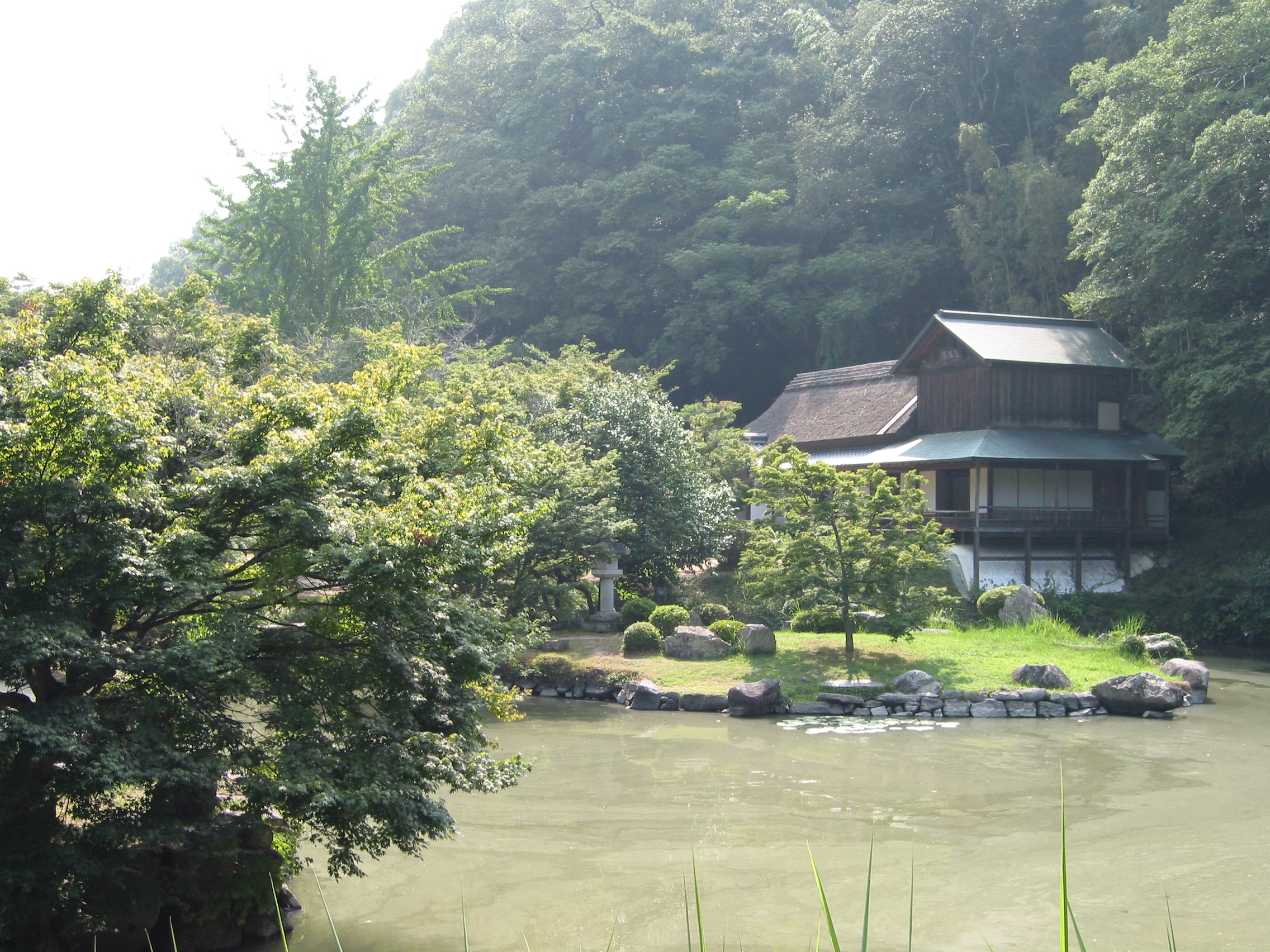
藩主庭園・近水園（おみずえん）

足守藩（あしもりはん）は、備中国賀陽郡及び上房郡の一部を領有した藩。一時は領地の大半が陸奥国に移された。藩庁を足守陣屋（岡山県岡山市北区足守）に置いた。

## 略史
豊臣秀吉正室・北政所の兄で播磨国姫路城主2万5千石の木下家定が、慶長6年（1601年）に当地に同じ2万5千石で転封されたことにともない立藩、足守に陣屋を構えた。慶長13年（1608年）に家定が死ぬと幕府は遺領を子の勝俊と利房に分与するよう指示したが、勝俊がこれを独占したことから幕命違背を理由に慶長14年（1609年）改易された。
翌慶長15年（1610年）には姻戚にあたる浅野長政の次男・長晟が2万4千石で入部したが、慶長18年（1613年）に兄の幸長が死去すると浅野宗家と本藩の紀州藩37万6千石を相続したため、足守は一時的に公儀御料となった。
元和元年（1615年）には木下利房が大坂の陣での功によりあらためて2万5千石で足守に入部。これ以後江戸時代を通じて木下家が12代・256年間在封した。
足守藩主木下家は高台院（北政所）の縁者ということで、家定の三男の延俊（勝俊・利房の弟）を祖とする豊後国日出藩と共に、大坂の陣後も豊臣氏を称することが許されていた。所領は備中国内の上房郡と賀陽郡より構成されていた。しかし、9代利徽の寛政11年（1799年）所領のうち約2万2千石が陸奥国伊達郡・信夫郡に移されたため、決して豊かではなかった藩の財政は窮地に立たされた。これ以後、旧領回復が歴代藩主の悲願となる。11代利愛の天保2年（1831年）嘆願の甲斐あってか、移転地の約半分が賀陽郡内に戻された。備中国内の旧領をすべて回復したのは、維新後の明治3年（1870年）になってのことだった。
間もなく明治4年（1871年）廃藩置県となり、足守県・深津県・小田県を経て岡山県に編入された。藩主家は、明治2年に最後の藩主・利恭が版籍奉還で藩知事となって華族に列し、明治17年に子爵に叙爵されている。
なお足守藩からは幕末に適塾を開いた緒方洪庵が出ている。また詩人の木下利玄は木下利恭の弟 木下利永の二男であるが、利恭の死後に本家を継承し、子爵位も受け継いでいる。

## 歴代藩主

### 木下家
外様　2万5千石　（1601年 - 1609年）
  1. 家定（いえさだ）　従五位下 肥後守
  2. 勝俊（かつとし）　従四位下 左近衛権少将 - 家定の長男
  3. 利房（としふさ）　従五位下 宮内少輔 - 家定の次男

### 浅野家
外様　2万4千石　（1610年 - 1613年）
  1. 長晟（ながあきら）　従五位下 但馬守 - 長政の次男

### 公儀御料
（1613年 - 1614年）

### 木下家
外様　2万5千石　（1615年 - 1871年）
  2. 利房（としふさ）　従五位下 宮内少輔 - 再封
  3. 利当（としまさ）　従五位下 淡路守　 - 利房の長男
  4. 利貞（としさだ）　従五位下 淡路守　 - 利当の長男
  5. 㒶定（きんさだ）　従五位下 肥後守　 - 利貞の長男（「㒶」は「八」の下に「白」）
  6. 利潔（としきよ）　従五位下 美濃守　 - 利貞の次男藤栄の三男
  7. 利忠（としただ）　従五位下 肥後守　 - 利潔の長男
  8. 利彪（としとら）　従五位下 淡路守　 - 利忠の次男
  9. 利徽（としよし）　　　官位不詳 　　 - 利彪の長男
 10. 利徳（としのり）　従五位下 肥後守　 - 伊勢津藩主・藤堂高嶷の七男
 11. 利愛（としちか）　従五位下 肥後守　 - 利徽の次男
 12. 利恭（としゆき）　従五位下 石見守　 - 利愛の次男

## 家老
- 木下氏

```
利安
－
利祐
－
利友
－
利翼
……
利直
（男也）
```

- 木下氏（北木下家）

```
利古
－
利忠
－
利峰
－
利屋
－
利綱
－権之助
```

- 杉原氏（旧姓　瀬川）

```
正方
＝
正長
－
正忠
－
房正
＝（馬之丞）－
景正
＝
正邦
－
正貞
```

- 杉原氏（旧姓　進藤）

```
正勝
－
勝興
－
嘉中
－
中秀
－
政春
－
政純
－
甫政
－
明治郎
```

## 足守の観光
- 近水園（おみずえん）：陣屋に隣接した大名庭園
- 足守文庫：藩主遺品・藩の資料の資料を収蔵・展示
- 木下利玄生家
- 家老・杉原家旧邸宅
- 商家・藤田千年治邸
- 緒方洪庵生誕地
- 大光寺（だいこうじ）：木下家菩提寺

## 足守と文芸
- 小説「剣客商売」（池波正太郎作）

足守木下家が主人公秋山小兵衛の庇護者となったとされている。

## 幕末の領地
- 備中国
  - 賀陽郡のうち - 34村
- 陸奥国（岩代国）
  - 信夫郡のうち - 11村（第1次福島県に編入）

明治維新後に、備中国都宇郡6村（旧幕府領3村、旗本領3村）、同窪屋郡1村（旧幕府領）、同賀陽郡11村（旧幕府領7村、旗本領4村）が加わった。